# Roni Kaplan
Roni Kaplan de nom hebreu רוני קפלן (Montevideo, 1982) és un capità israelià i portaveu de les Forces de Defensa d'Israel per a la premsa internacional, especialment la de parla hispana i asiàtica des de juny de 2012.

## Biografia
Resident a Jerusalem (Israel), va estudiar economia, filosofia i ciències polítiques a la Universitat Hebrea de Jerusalem. Després de realitzar el servei militar en 2006 va iniciar els seus treballs en les forces israelianes primer com a economista i després en el sector d'estratègia. Entre 2010 i 2011 va estudiar seguretat i diplomàcia en la Universitat de Tel-Aviv. Va arribar a l'actual càrrec com a portaveu pel seu domini de la llengua espanyola, ja que era la seva llengua materna. Quant a la seva vida personal, és jueu, està casat i té sis fills. A més de l'espanyol, també parla hebreu, ídix i anglès.

### Controvèrsies
Com a portaveu del govern i de l'exèrcit israelià, Kaplan ha estat polèmic per les seves fèrries declaracions en defensa de les accions militars Israelianes cap a la població palestina de la Franja de Gaza. L'any 2014, va ser assenyalat per mitjans sirians i libanesos per haver justificat operacions de l'exèrcit israelià i tractar de desviar l'atenció dels civils palestins morts. L'any 2023 va fer declaracions als mitjans de comunicació en les quals assenyalava com les forces armades israelianes creien que els membres de Hamàs estaven mimetitzats entre la població palestina.